# Santa Helena del Opón
Santa Helena del Opón est une municipalité colombienne située dans le département de Santander.